# Liste der Kulturdenkmale in Cölln (Meißen)

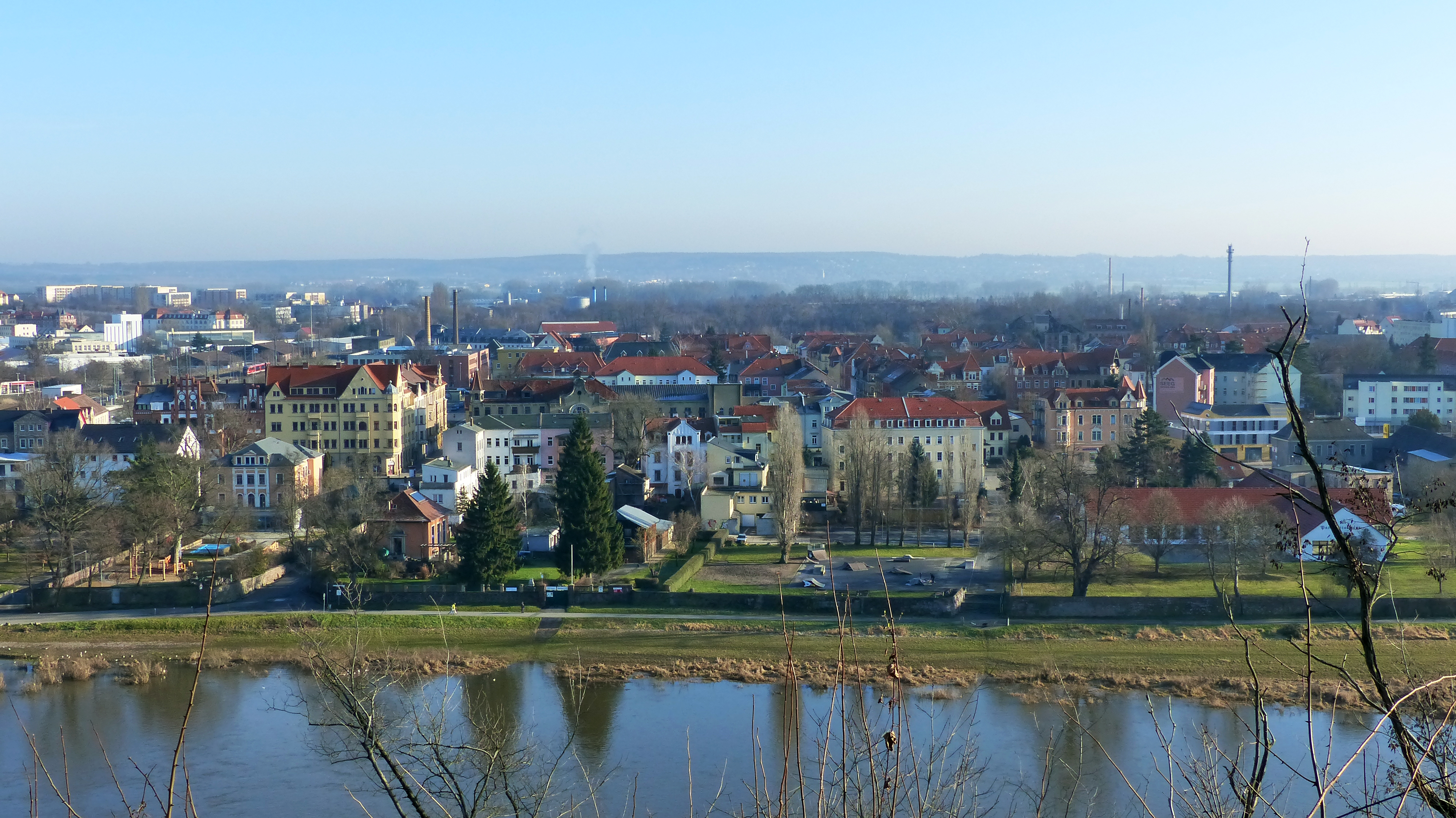
Blick auf den Stadtteil Cölln

In der Liste der Kulturdenkmale in Cölln sind die Kulturdenkmale der im östlichen Zentrum der Stadt Meißen am rechten Ufer der Elbe gelegenen Gemarkung Cölln verzeichnet, die bis Februar 2021 vom Landesamt für Denkmalpflege Sachsen erfasst wurden (ohne archäologische Kulturdenkmale). Die Anmerkungen sind zu beachten.
Diese Aufzählung ist eine Teilmenge der Liste der Kulturdenkmale in Meißen.

## Liste der Kulturdenkmale in Cölln
| Bild                                    | Bezeichnung | Lage                                            | Datierung | Beschreibung | ID       |
| --------------------------------------- | --- | ----------------------------------------------- | --- | --- | -------- |
| Weitere Bilder                          | Karl-Richard-Hirschberg-Brücke | (Flurstück 832/2) (Karte)                       | 1866–1868 (Pfeiler), 1925–1926 (Eisenbahnbrücke) | Landschaftsgestaltende Stahlfachwerkbrücke des beginnenden 20. Jahrhunderts mit fünf Naturpfeilern des Vorgängerbauwerks von 1866/68 an der Bahnstrecke Borsdorf–Coswig (6386, sä. BC) am km 95,010, saniert und umgebaut, technikgeschichtlich, verkehrsgeschichtlich und baugeschichtlich von Bedeutung | 09266317 |
| Direkt Bild zu diesem Denkmal hochladen | Mietshaus in offener Bebauung | Berglehne 1 (Karte)                             | Um 1890 | Baugeschichtlich von Bedeutung | 09265890 |
| Direkt Bild zu diesem Denkmal hochladen | Mietshaus in halboffener Bebauung und Ecklage (Doppelmietshaus mit Dresdner Straße 41) | Bergstraße 1 (Karte)                            | Um 1890 | Städtebaulich und baugeschichtlich von Bedeutung, ein Gründerzeitbau, Putzfassade mit Klinkergliederung, Ladeneinbau, Eckerker in mehrfarbigem Klinker | 09265271 |
| Direkt Bild zu diesem Denkmal hochladen | Wohnhaus in offener Bebauung | Bergstraße 2 (Karte)                            | Um 1920 | Baugeschichtlich von Bedeutung, ein Bau im Stil der gemäßigten Moderne | 09266112 |
| Direkt Bild zu diesem Denkmal hochladen | Mietshaus mit Einfriedung | Bergstraße 5 (Karte)                            | 1895/1898 | Städtebaulich und baugeschichtlich von Bedeutung, ein Gründerzeitbau (Klinkerfassade) | 09266111 |
| Direkt Bild zu diesem Denkmal hochladen | Wohn-, Kontor- und Produktionsgebäude sowie nordöstliche Nebengebäude (ehemals Roessler & Co Weinessig-, Essigsprit- und Mostrich-Fabrik) | Bergstraße 10, 10a, 10b (Karte)                 | 1857 | Komplex eines charakteristischen mittelständischen Unternehmens in Sachsen, trotz Veränderungen zeittypische historistische Industriearchitektur, baugeschichtlich, industriegeschichtlich und ortsgeschichtlich von Bedeutung | 09266114 |
| Weitere Bilder                          | Mietshaus in halboffener Bebauung | Brauhausstraße 5 (Karte)                        | Bezeichnet mit 1903 | Städtebaulich und baugeschichtlich von Bedeutung, ein Gründerzeithaus (Klinkerfassade) im Neurenaissance-Stil | 09265709 |
| Weitere Bilder                          | Seitengebäude mit Kumthalle | Brauhausstraße 7 (Karte)                        | Bezeichnet mit 1864 | Ortsgeschichtlich und sozialgeschichtlich von Bedeutung, Zeugnis der einstmals dörflichen Bebauung des Ortsteils Cölln | 09265710 |
| Weitere Bilder                          | Sitznischenportal im Hof eines Wohnhauses (heute Gaststätte) | Brauhausstraße 8 (Karte)                        | Ende 16. Jahrhundert | Baugeschichtlich und künstlerisch von Bedeutung, ein Renaissance-Sitznischenportal | 09265713 |
| Weitere Bilder                          | Wohnhaus (vermutlich zur gegenüberliegenden Keramischen Fabrik „Bidtelia“ gehörig) mit Nebengebäude und Einfriedung | Brauhausstraße 20 (Karte)                       | 1. Hälfte 20. Jahrhundert (angeblich 1938) | Städtebaulich, ortsgeschichtlich, künstlerisch und baugeschichtlich von Bedeutung, ungewöhnliche Kachelfassade | 09265758 |
| Weitere Bilder                          | Keramische Fabrik Bidtelia mit Verwaltungsgebäude, Fabrikgebäude und Schornstein | Brauhausstraße 21 (Fabrikstraße 16) (Karte)     | 1900–1910 | Ortsgeschichtlich, städtebaulich, technikgeschichtlich und künstlerisch von Bedeutung (Klinker- und Keramikfassaden) | 09265757 |
| Weitere Bilder                          | Mietshaus in offener Bebauung, Ecklage | Cöllner Straße 2 (Karte)                        | Um 1910 | Städtebaulich und baugeschichtlich von Bedeutung, ein Bau im Stil der Reformarchitektur nach 1910 | 09269094 |
| Direkt Bild zu diesem Denkmal hochladen | Mietshaus in halboffener Bebauung (Doppelhaus mit Robert-Koch-Platz 8) | Cöllner Straße 7 (Karte)                        | Nach 1900 | Baugeschichtlich von Bedeutung, Schweifgiebel mit Anklängen an die späte Neogotik | 09265739 |
| Weitere Bilder                          | Wohnhaus in geschlossener Bebauung, Ecklage | Cöllner Straße 8 (Karte)                        | 1920er Jahre | Städtebaulich von Bedeutung, Klinkergliederung am Eingang | 09265737 |
| Weitere Bilder                          | Mietshaus in halboffener Bebauung | Cöllner Straße 10 (Karte)                       | 2. Hälfte 19. Jahrhundert | Städtebaulich und baugeschichtlich von Bedeutung, ein Gründerzeithaus | 09265738 |
| Direkt Bild zu diesem Denkmal hochladen | Mietshäuser und Einfriedung einer Wohnanlage (siehe auch Robert-Koch-Platz 4/5/6) | Cöllner Straße 16, 18 (Karte)                   | Um 1910 | Städtebaulich, baugeschichtlich und künstlerisch von Bedeutung, Bauten im Stil der Reformarchitektur nach 1900 | 09265751 |
| Weitere Bilder                          | Sachgesamtheit Urbanskirche mit Altem Johannesfriedhof | Dresdner Straße (Karte)                         | 2. Hälfte 19. Jahrhundert und älter (Friedhof), 1875 (Leichenhalle) | Sachgesamtheit Urbanskirche mit Altem Johannesfriedhof, mit den Einzeldenkmalen: St. Urbanskirche, einige Grabmale und Friedhofsportal an der Johannesstraße (siehe 09265262) sowie den Sachgesamtheitsteilen: Friedhofsgestaltung, Einfriedung, Leichenhalle und Wegeführung; geschichtlich, künstlerisch, städtebaulich, ortsgeschichtlich und baugeschichtlich von Bedeutung | 09301240 |
| Weitere Bilder                          | St. Urbanskirche, einige Grabmale und Friedhofsportal an der Johannesstraße (Einzeldenkmale zu Sachgesamtheit 09301240) | Dresdner Straße (Johannesstraße) (Karte)        | 1691–1701, im Kern romanisch (Kirche); 1200/1230 (Ritterdenkmal); 1657 (Pfarrer J. Hund); um 1751 (Georg Schlicke und Ehefrau); um 1756 (Kinder des Carl Gottlieb Kamenz) | Einzeldenkmale der Sachgesamtheit Urbanskirche mit Altem Johannesfriedhof; geschichtlich, künstlerisch, städtebaulich, ortsgeschichtlich und baugeschichtlich von Bedeutung, romanischer Kirchenbau mit barocken Überformungen, malerische Friedhofsanlage | 09265262 |
| Direkt Bild zu diesem Denkmal hochladen | Wohnhaus in offener Bebauung | Dresdner Straße 4 (Karte)                       | 1928 | Villenartiges herrschaftliches Wohnhaus, errichtet als Wohnhaus für Bahnbeamte, ein Bau im Stil der Deutschen Neorenaissance, städtebaulich und baugeschichtlich von Bedeutung | 09265253 |
|                                         | Wohn- und Geschäftshaus in halboffener Bebauung | Dresdner Straße 5 (Karte)                       | Um 1900 | Städtebaulich und baugeschichtlich von Bedeutung, ein Bau im Stil der norddeutschen Neugotik (Backsteingliederung) | 09265255 |
|                                         | Wohnhaus, ehemals mit Postamt im Erdgeschoss, in geschlossener Bebauung, Ecklage | Dresdner Straße 7 (Karte)                       | Um 1905 | Städtebaulich und baugeschichtlich von Bedeutung, ein Gründerzeithaus im Stil der Deutschen Neurenaissance | 09265256 |
| Direkt Bild zu diesem Denkmal hochladen | Villa mit Einfriedungsmauer | Dresdner Straße 8 (Karte)                       | Um 1880 | Städtebaulich und baugeschichtlich von Bedeutung, eine Gründerzeitvilla | 09265257 |
| Weitere Bilder                          | Gasthaus „Hamburger Hof“ mit jüngerem Erweiterungsbau in halboffener Bebauung und in Ecklage | Dresdner Straße 9 (Karte)                       | 1895–1896 (Gasthaus), 1928–1929 (Anbau) | Etablissement zur einen Hälfte im Stil des Späthistorismus, der Erweiterungsbau mit Anklängen an den Bauhausstil, städtebaulich sowie bau- und ortsgeschichtlich von Bedeutung. Architekt: Bruno Seitler | 09265258 |
| Direkt Bild zu diesem Denkmal hochladen | Mietshaus („Drogenhandlung Georg Wiedel Nachf.“) in halboffener Bebauung | Dresdner Straße 14 (Karte)                      | 2. Hälfte 19. Jahrhundert | Mit Laden, städtebaulich, künstlerisch und baugeschichtlich von Bedeutung, ein Bau der frühen Neugotik | 09265269 |
| Direkt Bild zu diesem Denkmal hochladen | Mietshaus in offener Bebauung in Ecklage | Dresdner Straße 15 (Karte)                      | Um 1900 | Städtebaulich und baugeschichtlich von Bedeutung, Gründerzeithaus mit markanter Eckbetonung | 09265260 |
| Direkt Bild zu diesem Denkmal hochladen | Mietshausin halboffener Bebauung | Dresdner Straße 16 (Karte)                      | Bezeichnet mit 1906 | Mit Laden, städtebaulich und baugeschichtlich von Bedeutung, späthistoristischer Bau mit Jugendstilanklängen | 09266243 |
|                                         | Schule mit Turnhalle im Schulhof (Johannesschule) | Dresdner Straße 21 (Karte)                      | Bezeichnet mit 1898 (im Kern ein Bau von 1861) | Städtebaulich und baugeschichtlich von Bedeutung, ein historistischer Bau | 09265263 |
| Direkt Bild zu diesem Denkmal hochladen | Hauptgebäude und Seitengebäude eines ehemaligen Dreiseithofes | Dresdner Straße 23, 23a (Karte)                 | Bezeichnet mit 1867 | Ortsgeschichtlich, sozial- und baugeschichtlich von Bedeutung, Zeugnis bäuerlicher Lebensweise vergangener Zeiten | 09265264 |
|                                         | Ehemaliges Rittergut von (Meißen-)Cölln mit altem Herrenhaus im Hof (Nr. 24 b), Wirtschaftsgebäude und neuem Herrenhaus zur Straße (Nr. 24) | Dresdner Straße 24, 24b (Karte)                 | Bezeichnet mit 1710, im Kern älter, barocke Überformung (altes Herrenhaus); um 1840 (neues Herrenhaus)                                                                    | Das alte Herrenhaus ein ansehnlicher Barockbau mit Turm, städtebaulich, ortshistorisch und baugeschichtlich von Bedeutung | 09266284 |
| Direkt Bild zu diesem Denkmal hochladen | Verwaltungsgebäude in offener Bebauung | Dresdner Straße 25 (Karte)                      | Vor 1900 | Städtebaulich und baugeschichtlich von Bedeutung, ein Gründerzeitbau im Stil der Neurenaissance | 09265266 |
| Direkt Bild zu diesem Denkmal hochladen | Pfarrhaus der Johanneskirchgemeinde | Dresdner Straße 26 (Karte)                      | Bezeichnet mit 1783 | Schlichter barocker Putzbau, orts- und baugeschichtlich von Bedeutung | 09266283 |
| Direkt Bild zu diesem Denkmal hochladen | Villa mit Einfriedung | Dresdner Straße 29 (Karte)                      | Ende 19. Jahrhundert | Städtebaulich und baugeschichtlich von Bedeutung, ein Gründerzeitbau im Stil der Neurenaissance | 09265272 |
|                                         | Alte Schule von Cölln | Dresdner Straße 30 (Karte)                      | 1. Hälfte 18. Jahrhundert | Orts- und baugeschichtlich von Bedeutung, Obergeschoss Fachwerk, zum Teil verbrettert | 09265268 |
| Direkt Bild zu diesem Denkmal hochladen | Villa mit Einfriedung | Dresdner Straße 31 (Karte)                      | Ende 19. Jahrhundert | Städtebaulich und baugeschichtlich von Bedeutung | 09265274 |
| Direkt Bild zu diesem Denkmal hochladen | Kopfbau des einstigen Wohnstallhauses und Seitengebäude eines Dreiseithofes | Dresdner Straße 34a (Karte)                     | Bezeichnet mit 1801 (Wohnstallhaus), um 1860 (Seitengebäude) | Ortsgeschichtlich, sozial- und baugeschichtlich von Bedeutung, dokumentieren trotz des nunmehr fragmentarischen Erscheinungsbildes ursprünglich dörflichen Charakter der Siedlung an dieser Stelle, teilweise in Fachwerkbauweise | 09265267 |
| Direkt Bild zu diesem Denkmal hochladen | Wohnstallhaus und Seitengebäude eines ehemaligen Dreiseithofes | Dresdner Straße 38 (Karte)                      | Bezeichnet mit 1841 (Wohnstallhaus) | Sozial- und baugeschichtlich von Bedeutung | 09265265 |
| Direkt Bild zu diesem Denkmal hochladen | Villa mit Einfriedung | Dresdner Straße 40 (Karte)                      | Ende 19. Jahrhundert | Städtebaulich und baugeschichtlich von Bedeutung | 09265270 |
| Direkt Bild zu diesem Denkmal hochladen | Mietshaus in halboffener Bebauung (Doppelhaus mit Bergstraße 1) | Dresdner Straße 41 (Karte)                      | Um 1890 | Mit Laden, städtebaulich und baugeschichtlich von Bedeutung, ein Gründerzeitbau, zum Teil Klinker | 09265277 |
| Direkt Bild zu diesem Denkmal hochladen | Villa | Dresdner Straße 42 (Karte)                      | Um 1890 | Städtebaulich und baugeschichtlich von Bedeutung | 09265278 |
| Direkt Bild zu diesem Denkmal hochladen | Mietshaus in offener Bebauung in Ecklage, mit Einfriedung | Dresdner Straße 43 (Karte)                      | Ende 19. Jahrhundert | Städtebaulich und baugeschichtlich von Bedeutung, ein Gründerzeitbau mit roter Klinkerfassade | 09266223 |
| Direkt Bild zu diesem Denkmal hochladen | Villa | Dresdner Straße 44 (Karte)                      | Um 1890 | Städtebaulich und baugeschichtlich von Bedeutung | 09265542 |
| Direkt Bild zu diesem Denkmal hochladen | Villa mit Einfriedung | Dresdner Straße 46 (Karte)                      | Ende 19. Jahrhundert | Städtebaulich und baugeschichtlich von Bedeutung | 09265273 |
| Direkt Bild zu diesem Denkmal hochladen | Fabrikantenvilla einer Kachelfabrik, mit Einfriedung | Dresdner Straße 48 (Karte)                      | Nach 1905 | Städtebaulich, künstlerisch und baugeschichtlich von Bedeutung, Jugendstilkachelverzierungen, besonders am Portal | 09265275 |
| Direkt Bild zu diesem Denkmal hochladen | Verwaltungsgebäude (oder Direktionsgebäude) und Einfriedung des ehemaligen Plattenwerkes | Dresdner Straße 50 (Karte)                      | Nach 1900 | Orts- und baugeschichtlich sowie städtebaulich von Bedeutung, ein Gründerzeitbau | 09265276 |
|                                         | Villa mit Treppenaufgang und Einfriedung | Dresdner Straße 54 (Karte)                      | Um 1890 | Städtebaulich und baugeschichtlich sowie ortsbildprägend von Bedeutung, ein Gründerzeitbau nahe dem Elbufer | 09265280 |
| Direkt Bild zu diesem Denkmal hochladen | Mietshaus in halboffener Bebauung, Ecklage | Fabrikstraße 2 (Karte)                          | 1890er Jahre | Städtebaulich und baugeschichtlich von Bedeutung, ein Gründerzeithaus, Klinkerfassade | 09266266 |
| Direkt Bild zu diesem Denkmal hochladen | Keramische Fabrik Bidtelia mit Verwaltungsgebäude, Fabrikgebäude an den Bahngleisen und Einfriedung | Fabrikstraße 16 (Brauhausstraße 21) (Karte)     | 1900–1910 | Ortsgeschichtlich, städtebaulich, technikgeschichtlich und künstlerisch von Bedeutung, Klinker- und Keramikfassaden | 09265252 |
| Direkt Bild zu diesem Denkmal hochladen | Villa mit parkähnlichem Garten | Gabelstraße 8 (Karte)                           | Um 1900 | Städtebaulich und baugeschichtlich von Bedeutung, Anklänge an den Jugendstil, auserlesene Innenausstattung, Wohnhaus der Fabrikantenfamilie Teichert (Ofenkachelfabrikanten) | 09266115 |
| Weitere Bilder                          | Hauptbahnhof von Meißen mit Empfangsgebäude, Bahnsteig einschließlich Überdachung sowie seitliche Mauer an der Dresdner Straße | Großenhainer Straße 2 (Karte)                   | 1926–1928 | Bahnhofsanlage der Bahnstrecke Borsdorf–Coswig (6386, sä. BC) städtebaulich, künstlerisch und verkehrsgeschichtlich von Bedeutung, das Empfangsgebäude im Stil der Neuen Sachlichkeit, Fassadenentwurf von Wilhelm Kreis | 09265254 |
| Direkt Bild zu diesem Denkmal hochladen | Wohnhaus in offener Bebauung | Großenhainer Straße 8 (Karte)                   | 2. Hälfte 19. Jahrhundert | Städtebaulich und baugeschichtlich von Bedeutung, ein Bau mit Anklängen an den neugotischen Stil | 09265190 |
| Weitere Bilder                          | Ehemalige Ingenieurschule „Rudolf Diesel“, heute Fachhochschule der Sächsischen Verwaltung | Herbert-Böhme-Straße 11 (Karte)                 | 1951–1953 | Baugeschichtlich und ortsgeschichtlich von Bedeutung, im Stil der Nationalen Bautradition der frühen DDR-Jahre | 09266113 |
|                                         | Krankenhaus, kreuzförmige Anlage und Nebengebäude im Hof (Hospitalstraße 2) sowie Villa (wohl für den Direktor der Heilanstalt, Robert-Koch-Platz 1a) | Hospitalstraße 2 (Robert-Koch-Platz 1a) (Karte) | 1880 (Südflügel); 1913 (Direktorenvilla) | Der Hauptbau und die Villa zum Robert-Koch-Platz, städtebaulich, baugeschichtlich, ortsgeschichtlich und künstlerisch von Bedeutung. Ensemble aus älterem Putzbau, repräsentativem Gründerzeitbau mit Klinkerfassade, letzterem angepasster Erweiterung im Stil der versachlichten Architektur nach 1900 mit Anklängen an Neoklassizismus und Neobarock sowie den beiden anderen genannten Gebäuden. Die als Landkrankenhaus erbaute Anlage erhebt sich über kreuzförmigem Grundriss, der Hauptbau wendet sich städtebaulich beherrschend zum Robert-Koch-Platz. Die typische gründerzeitliche Klinkerfassade des späten 19. Jahrhunderts in aufwendiger Gestaltung ist im Stil der Neorenaissance gehalten. Einige Gebäudeflügel gehören dem Reformstil der Zeit um 1910 an. Die Anlage ist bau- und ortsgeschichtlich sowie künstlerisch von Bedeutung. | 09265780 |
| Weitere Bilder                          | Johanneskirche mit Ausstattung | Johannesplatz 1 (Karte)                         | 1895–1898 (Kirche); frühes 15. Jh. (Kruzifix); um 1500 (Altarretabel); 1642 (Taufschale); 1898 (Orgel)                                                                    | Künstlerisch, städtebaulich, landschaftsgestaltend, baugeschichtlich und ortsgeschichtlich von Bedeutung, eine der bedeutendsten neugotischen Kirchen Sachsens, Architekt: Theodor Quentin | 09265746 |
| Weitere Bilder                          | St. Urbanskirche, einige Grabmale und Friedhofsportal an der Johannesstraße (Einzeldenkmale zu Sachgesamtheit 09301240) | Johannesstraße (Dresdner Straße) (Karte)        | 1691–1701, im Kern romanisch (Kirche); 1200/1230 (Ritterdenkmal); 1657 (Pfarrer J. Hund); um 1751 (Georg Schlicke und Ehefrau); um 1756 (Kinder des Carl Gottlieb Kamenz) | Einzeldenkmale der Sachgesamtheit Urbanskirche mit Altem Johannesfriedhof; geschichtlich, künstlerisch, städtebaulich, ortsgeschichtlich und baugeschichtlich von Bedeutung, romanischer Kirchenbau mit barocken Überformungen, malerische Friedhofsanlage | 09265262 |
| Direkt Bild zu diesem Denkmal hochladen | Johannesstift (Zweigstelle der Inneren Mission Meißen) mit Einfriedung | Johannesstraße 9 (Karte)                        | 1900 eingeweiht | Städtebaulich, bau- und ortsgeschichtlich von Bedeutung, ein Bau im neugotischen Stil (Anklänge an die norddeutsche Backsteingotik) | 09266104 |
| Direkt Bild zu diesem Denkmal hochladen | Mietshaus in offener Bebauung und Ecklage und Einfriedung | Johannesstraße 28 (Karte)                       | Ende 19. Jahrhundert | Städtebaulich und baugeschichtlich von Bedeutung, ein Gründerzeithaus mit ungewöhnlicher Fassade (Putzflächen mit Ziegelstreifen), mit Laden | 09266107 |
| Direkt Bild zu diesem Denkmal hochladen | Mietshaus in offener Bebauung und Ecklage, mit Einfriedung | Johannesstraße 34 (Karte)                       | Um 1900 | Städtebaulich und baugeschichtlich von Bedeutung, ein Gründerzeithaus, ehemals mit Laden, Putzfassade mit Klinkergliederung | 09266110 |
| Direkt Bild zu diesem Denkmal hochladen | Drei Wohnhäuser einer Wohnanlage, mit Einfriedung | Kalkberg 4, 6, 8 (Karte)                        | Nach 1910 | Städtebaulich und baugeschichtlich von Bedeutung, im Reformstil der Zeit nach 1910 | 09265888 |
| Direkt Bild zu diesem Denkmal hochladen | Fabrikantenvilla mit Einfriedung | Kalkberg 7 (Karte)                              | Nach 1910 | Baugeschichtlich von Bedeutung, im Reformstil der Zeit nach 1910 | 09265887 |
| Weitere Bilder                          | Mietshaus in geschlossener Bebauung und Ecklage | Kurt-Hein-Straße 12 (Karte)                     | Um 1890 | Städtebaulich und baugeschichtlich von Bedeutung, ein Gründerzeithaus, Klinkerfassade, Balkone | 09265716 |
| Weitere Bilder                          | Mietshaus in geschlossener Bebauung | Kurt-Hein-Straße 14 (Karte)                     | Um 1890 | Städtebaulich und baugeschichtlich von Bedeutung, ein Gründerzeithaus (Klinkerfassade, Balkone) | 09265728 |
| Weitere Bilder                          | Mietshaus in offener Bebauung | Kurt-Hein-Straße 18 (Karte)                     | Um 1890 | Baugeschichtlich von Bedeutung, ein Gründerzeithaus mit markanter historistischer Klinkerfassade und repräsentativem Giebel | 09265726 |
| Weitere Bilder                          | Mietshaus in halboffener Bebauung und Ecklage (mit Loosestraße 5 eine bauliche Einheit bildend) | Kurt-Hein-Straße 21 (Karte)                     | Um 1870 | Gründerzeithaus im Stil der Neogotik, Putzfassade mit Klinkergliederung, mit Ladeneinbau, städtebaulich und baugeschichtlich von Bedeutung | 09265734 |
| Weitere Bilder                          | Doppelmietshaus in offener Bebauung | Kurt-Hein-Straße 23, 25 (Karte)                 | Um 1900 | Städtebaulich, baugeschichtlich und künstlerisch von Bedeutung, ein Bau im Stil der deutschen Neorenaissance, straßenbildprägende Erker und Giebel | 09265736 |
| Weitere Bilder                          | Doppelmietshaus in offener Bebauung | Kurt-Hein-Straße 24, 26 (Karte)                 | Um 1890 | Baugeschichtlich von Bedeutung, Gründerzeithaus, Klinkerfassade | 09265735 |
| Direkt Bild zu diesem Denkmal hochladen | Mietshaus in halboffener Bebauung | Loosestraße 7 (Karte)                           | Um 1880 | Städtebaulich und baugeschichtlich von Bedeutung, ein Gründerzeithaus | 09265733 |
| Weitere Bilder                          | Mietshaus in halboffener Bebauung, in Ecklage, mit Einfriedung des Vorgartens | Loosestraße 12 (Karte)                          | Um 1890 | Städtebaulich und baugeschichtlich von Bedeutung, ein Gründerzeithaus (Klinkerfassade) | 09265725 |
| Direkt Bild zu diesem Denkmal hochladen | Wohnhaus in halboffener Bebauung | Loosestraße 13 (Karte)                          | Um 1925 | Im Reformstil nach 1910, städtebaulich und baugeschichtlich von Bedeutung | 09265745 |
| Direkt Bild zu diesem Denkmal hochladen | Wohnhaus in offener Bebauung mit Einfriedung | Loosestraße 25 (Karte)                          | Anfang 20. Jahrhundert | Im Reformstil der Zeit nach 1910, städtebaulich und baugeschichtlich von Bedeutung | 09265766 |
| Weitere Bilder                          | Mietshaus in halboffener Bebauung (bildet eine Einheit mit Zaschendorfer Straße 6) | Lutherplatz 1 (Karte)                           | 2. Hälfte 19. Jahrhundert | Städtebaulich und baugeschichtlich von Bedeutung, ein Gründerzeithaus | 09300985 |
| Weitere Bilder                          | Wohnhaus und Seitengebäude eines Zweiseithofes | Lutherplatz 3 (Karte)                           | 1. Hälfte 19. Jahrhundert (Wohnhaus); um 1860, spätere Veränderungen (Seitengebäude)                                                                                      | Sozialgeschichtlich und ortsgeschichtlich von Bedeutung, Zeugnis bäuerlicher Lebensweise vergangener Zeiten im Ortsteil Cölln | 09266103 |
| Weitere Bilder                          | Ehemalige Scheune eines Gehöfts | Lutherplatz 4 (Karte)                           | 17. Jahrhundert | Ortsgeschichtlich und städtebaulich von Bedeutung, Zeugnis einstiger bäuerlicher Wirtschaftsweise im Ortsteil Cölln | 09265744 |
| Weitere Bilder                          | Mietshaus in halboffener Bebauung | Lutherplatz 5 (Karte)                           | 1890er Jahre | Städtebaulich und baugeschichtlich von Bedeutung, ein Gründerzeithaus (Klinkerfassade) 1890er Jahre (Mietshaus) | 09265721 |
| Weitere Bilder                          | Mietshaus in halboffener Bebauung (bauliche Einheit mit Lutherplatz 7) | Lutherplatz 6 (Karte)                           | 1890er Jahre | Städtebaulich und baugeschichtlich von Bedeutung, ein Gründerzeithaus (Klinkerfassade) im Stil der deutschen Neurenaissance, mit Ladeneinbau 1890er Jahre (Mietshaus) | 09265720 |
| Weitere Bilder                          | Mietshaus in geschlossener Bebauung, Ecklage (bauliche Einheit mit Lutherplatz 6 und Lutherstraße 11) | Lutherplatz 7 (Karte)                           | 1890er Jahre | Städtebaulich und baugeschichtlich von Bedeutung, ein Gründerzeithaus (Klinkerfassade) im Stil der deutschen Neurenaissance, mit Ladeneinbau, stadtbildprägender Eckerker und Zierfachwerkgiebel 1890er Jahre (Mietshaus) | 09265719 |
| Weitere Bilder                          | Wohnhaus mit Torpfeilern und Einfriedung des Vorgartens | Lutherstraße 1 (Karte)                          | Um 1730 | Sozial- und baugeschichtliche Bedeutung, straßenbildprägendes Zeugnis bäuerlicher Lebensweise vergangener Zeiten im Ortsteil Cölln | 09265714 |
| Weitere Bilder                          | Mietshaus in halboffener Bebauung | Lutherstraße 7 (Karte)                          | Um 1890 | Städtebaulich und baugeschichtlich von Bedeutung, ein Gründerzeithaus (Klinkerfassade) | 09265717 |
| Weitere Bilder                          | Mietshaus in halboffener Bebauung (bauliche Einheit mit Lutherplatz 7) | Lutherstraße 11 (Karte)                         | 1890er Jahre | Städtebaulich und baugeschichtlich von Bedeutung, ein Gründerzeithaus (Klinkerfassade) im Stil der deutschen Neurenaissance, mit Ladeneinbau | 09265718 |
| Direkt Bild zu diesem Denkmal hochladen | Sachgesamtheit Neuer Johannesfriedhof | Max-Dietel-Straße 21 (Karte)                    | 1. Hälfte 20. Jahrhundert, im Kern älter | Sachgesamtheit Neuer Johannesfriedhof, mit folgenden Einzeldenkmalen: Friedhofskapelle, Wohnhaus (ehemaliges Weingut, heute Friedhofsverwaltung) mit seitlichem Torbogen und Nebengebäude, mit Einfriedung (ehemalige Weinbergsmauer) sowie einigen Grabmalen, einem sowjetischen Ehrenmal und einem Gedenkstein für die Opfer des Faschismus (siehe 09301501) weiterhin dem Sachgesamtheitsteil: Friedhofsgestaltung; ortsgeschichtlich und baugeschichtlich von Bedeutung, Friedhof in Meißen-Zaschendorf mit einigen künstlerisch bedeutenden Grabmalen, auf ehemaligem Weinberg gelegen, von ursprünglicher Bruchsteinmauer des Weinbergs umgeben, anstelle des Winzerhauses wurde 1910 die Kapelle errichtet, Portalgestaltung in Jugendstilformen                                                                                                   | 09266162 |
| Direkt Bild zu diesem Denkmal hochladen | Friedhofskapelle, Wohnhaus (ehemaliges Weingut, heute Friedhofsverwaltung) mit seitlichem Torbogen und Nebengebäude, mit Einfriedung (ehemalige Weinbergsmauer) sowie einigen Grabmalen, mit einem sowjetischen Ehrenmal und einem Gedenkstein für die Opfer des Faschismus (Einzeldenkmale der Sachgesamtheit 09266162) | Max-Dietel-Straße 21 (Karte)                    | Bezeichnet mit 1842 (Wohnhaus); um 1910 (Friedhofsportal); 1910 (Friedhofskapelle)                                                                                        | Einzeldenkmale der Sachgesamtheit Neuer Johannesfriedhof; ortsgeschichtlich und baugeschichtlich von Bedeutung, auf ehemaligem Weinberg gelegen, von ursprünglicher Bruchsteinmauer des Weinbergs umgeben, anstelle des Winzerhauses wurde 1910 die Kapelle errichtet, Portalgestaltung in Jugendstilformen | 09301501 |
| Direkt Bild zu diesem Denkmal hochladen | Mietshaus in geschlossener Bebauung und Ecklage | Moritzburger Platz 10 (Karte)                   | 1899 | Städtebaulich und baugeschichtlich von Bedeutung, ein Gründerzeithaus (Klinkerfassade), straßenbildprägender Eckerker | 09265764 |
| Direkt Bild zu diesem Denkmal hochladen | Wohnhaus in offener Bebauung, mit Garten und Gartentor | Niederspaarer Straße 1 (Karte)                  | Bezeichnet mit 1925 | Baugeschichtlich, künstlerisch und ortshistorisch von Bedeutung, repräsentatives Einfamilienhaus im versachlichten Heimatstil | 09266121 |
|                                         | Krankenhaus, kreuzförmige Anlage und Nebengebäude im Hof (Hospitalstraße 2) sowie Villa (wohl für den Direktor der Heilanstalt, Robert-Koch-Platz 1a) | Robert-Koch-Platz 1a (Hospitalstraße 2) (Karte) | 1880 (Südflügel); 1913 (Direktorenvilla) | Der Hauptbau und die Villa zum Robert-Koch-Platz, städtebaulich, baugeschichtlich, ortsgeschichtlich und künstlerisch von Bedeutung. Ensemble aus älterem Putzbau, repräsentativem Gründerzeitbau mit Klinkerfassade, letzterem angepasster Erweiterung im Stil der versachlichten Architektur nach 1900 mit Anklängen an Neoklassizismus und Neobarock sowie den beiden anderen genannten Gebäuden. Die als Landkrankenhaus erbaute Anlage erhebt sich über kreuzförmigem Grundriss, der Hauptbau wendet sich städtebaulich beherrschend zum Robert-Koch-Platz. Die typische gründerzeitliche Klinkerfassade des späten 19. Jahrhunderts in aufwendiger Gestaltung ist im Stil der Neorenaissance gehalten. Einige Gebäudeflügel gehören dem Reformstil der Zeit um 1910 an. Die Anlage ist bau- und ortsgeschichtlich sowie künstlerisch von Bedeutung. | 09265780 |
| Direkt Bild zu diesem Denkmal hochladen | Mietshaus in geschlossener Bebauung und Ecklage | Robert-Koch-Platz 2 (Karte)                     | 1890er Jahre | Städtebaulich und baugeschichtlich von Bedeutung, ein Gründerzeithaus (Klinkerfassade) mit platzbildprägendem Giebel | 09265760 |
| Direkt Bild zu diesem Denkmal hochladen | Mietshäuser und Einfriedung einer Wohnanlage (siehe auch Cöllner Straße 16/18) | Robert-Koch-Platz 4, 5, 6 (Karte)               | Um 1910 | Städtebaulich, baugeschichtlich und künstlerisch von Bedeutung, Bauten im Stil der Reformarchitektur nach 1900 | 09265750 |
| Direkt Bild zu diesem Denkmal hochladen | Mietshaus in halboffener Bebauung, Ecklage | Robert-Koch-Platz 7 (Karte)                     | Um 1890 | Städtebaulich und baugeschichtlich von Bedeutung, ein Gründerzeithaus (Klinkerfassade) mit platzbildprägenden Volutengiebeln und Ecktürmchen und Ladeneinbau | 09265741 |
| Direkt Bild zu diesem Denkmal hochladen | Mietshaus in geschlossener, ehemals halboffener Bebauung (Doppelhaus mit Cöllner Straße 7), Ecklage | Robert-Koch-Platz 8 (Karte)                     | Nach 1900 | Städtebaulich und baugeschichtlich von Bedeutung, ein Gründerzeithaus mit Schweifgiebel und Eckerker, Anklänge an die späte Neogotik | 09265748 |
| Direkt Bild zu diesem Denkmal hochladen | Mietshaus in halboffener Bebauung | Rülingstraße 1 (Karte)                          | 1890er Jahre | Städtebaulich und baugeschichtlich von Bedeutung, ein Gründerzeithaus (Klinkerfassade) | 09265765 |
| Direkt Bild zu diesem Denkmal hochladen | Zaschendorfer Brücke, Steinwegbrücke: Straßenbrücke über den Fürstengraben (Langen Graben) | Steinweg (Karte)                                | Bezeichnet mit 1740 | Zweibogige Steinbrücke, baugeschichtlich und ortsgeschichtlich von Bedeutung | 09269138 |
| Direkt Bild zu diesem Denkmal hochladen | Mietvilla | Teichstraße 1 (Karte)                           | Um 1900 | Städtebaulich und baugeschichtlich von Bedeutung, ein Gründerzeithaus mit massiver Veranda | 09266109 |
| Direkt Bild zu diesem Denkmal hochladen | Mietvilla mit Einfriedung | Teichstraße 2 (Karte)                           | Um 1900 | Künstlerisch, städtebaulich und baugeschichtlich von Bedeutung, ein Gründerzeithaus (Putzfassade mit Klinkergliederung, straßenbildprägender Schweifgiebel) mit aufwändiger Einfriedung (Steinmauer mit dachförmigem Abschluss, krabbenähnlicher Reiter) | 09266108 |
| Direkt Bild zu diesem Denkmal hochladen | Wohnhaus in offener Bebauung, mit Einfriedung | Wiesengasse 5 (Karte)                           | 2. Hälfte 19. Jahrhundert | Baugeschichtlich von Bedeutung, ungewöhnlich gestaltetes Gründerzeithaus (ungegliederte Backsteinfassade über Bruchsteinsockelgeschoss, zweiläufige Freitreppe, Giebel mit zwei Figuren in Nischen) | 09266285 |
|                                         | Landhaus mit Einfriedung | Winzerstraße 15 (Karte)                         | Anfang 20. Jahrhundert | Baugeschichtlich von Bedeutung, ein schlichter Bau im Heimatstil | 09265891 |
| Weitere Bilder                          | Mietshaus in geschlossener Bebauung | Zaschendorfer Straße 4 (Karte)                  | Um 1900 | Städtebaulich und baugeschichtlich von Bedeutung, ein Gründerzeithaus | 09300901 |
| Weitere Bilder                          | Mietshaus in geschlossener Bebauung in Ecklage (bildet mit Mietshaus Lutherplatz 1 eine Einheit) | Zaschendorfer Straße 6 (Karte)                  | 2. Hälfte 19. Jahrhundert | Städtebaulich und baugeschichtlich von Bedeutung, Gründerzeithaus mit Ladeneinbau | 09265730 |
| Weitere Bilder                          | Villa mit Einfriedung | Zaschendorfer Straße 8 (Karte)                  | Um 1860 | Künstlerisch, städtebaulich und baugeschichtlich von Bedeutung, ein Gründerzeitbau mit noch klassizistischen Anklängen und Balkon mit Ziergitter | 09265743 |
| Weitere Bilder                          | Mietshaus in geschlossener Bebauung | Zaschendorfer Straße 9 (Karte)                  | 1890er Jahre | Städtebaulich und baugeschichtlich von Bedeutung, ein Gründerzeithaus (Klinkerfassade) mit Ladeneinbau | 09265722 |
| Weitere Bilder                          | Mietshaus in halboffener Bebauung | Zaschendorfer Straße 11 (Karte)                 | Um 1890 | Städtebaulich und baugeschichtlich von Bedeutung, ein Gründerzeithaus (Klinkerfassade, Giebel mit Obelisken) | 09265723 |
| Weitere Bilder                          | Mietshaus in halboffener Bebauung | Zaschendorfer Straße 13 (Karte)                 | Um 1890 | Städtebaulich und baugeschichtlich von Bedeutung, ein Gründerzeithaus (Klinkerfassade, überhöhter Eckrisalit) | 09265724 |
| Direkt Bild zu diesem Denkmal hochladen | Mietshaus in halboffener Bebauung | Zaschendorfer Straße 17 (Karte)                 | 2. Hälfte 19. Jahrhundert | Städtebaulich und baugeschichtlich von Bedeutung, ein Gründerzeithaus (teilweise Klinkerfassade, Eckturm) | 09265742 |
| Direkt Bild zu diesem Denkmal hochladen | Mietshaus in geschlossener Bebauung | Zaschendorfer Straße 19 (Karte)                 | 2. Hälfte 19. Jahrhundert | Städtebaulich und baugeschichtlich von Bedeutung, ein Gründerzeithaus mit hervorgehobenem Mittelrisalit | 09300902 |
| Direkt Bild zu diesem Denkmal hochladen | Mietshaus in halboffener Bebauung | Zaschendorfer Straße 20 (Karte)                 | 1890er Jahre | Städtebaulich und baugeschichtlich von Bedeutung, ein Gründerzeithaus (Klinkerfassade) | 09265761 |
| Direkt Bild zu diesem Denkmal hochladen | Mietshaus in halboffener Bebauung | Zaschendorfer Straße 22 (Karte)                 | 1890er Jahre | Städtebaulich und baugeschichtlich von Bedeutung, ein Gründerzeithaus (Klinkerfassade) | 09265762 |
| Direkt Bild zu diesem Denkmal hochladen | Mietshaus in geschlossener Bebauung | Zaschendorfer Straße 24 (Karte)                 | 1890er Jahre | Städtebaulich und baugeschichtlich von Bedeutung, ein Gründerzeithaus (Klinkerfassade) | 09265763 |
| Direkt Bild zu diesem Denkmal hochladen | Villa | Zaschendorfer Straße 81 (Karte)                 | Ende 19. Jahrhundert | Ortsgeschichtlich, personengeschichtlich und baugeschichtlich von Bedeutung, ehemaliges Atelierhaus vom bekannten Bildhauer und Maler Sascha Schneider | 09266168 |
| Direkt Bild zu diesem Denkmal hochladen | Fabrikantenvilla mit parkähnlicher Gartenanlage | Zaschendorfer Straße 84 (Karte)                 | Bezeichnet mit 1906 | Ein malerischer Historismusbau mit Jugendstilanklängen, straßenbildprägender Eckturm und aufwändig gestalteter Balkon, städtebaulich und baugeschichtlich von Bedeutung | 09266166 |

## Ehemalige Kulturdenkmale
| Bild                                    | Bezeichnung                                                                                              | Lage                           | Datierung | Beschreibung                                                                                     | ID       |
| --------------------------------------- | --- | ------------------------------ | --------- | ------------------------------------------------------------------------------------------------ | -------- |
| Direkt Bild zu diesem Denkmal hochladen | Verwaltungsbau und Beamtenwohnhaus des Städtischen Elektrizitätswerks und eigentliches Elektrizitätswerk | Brauhausstraße 17 (Karte)      |           | Teile zwischen 2001 und 2009 abgerissen, restliche Bebauung an der Straße zwischen 2011 und 2014 |          |
| Direkt Bild zu diesem Denkmal hochladen | Mietshaus mit Einfriedung                                                                                | Johannesstraße 5               |           |                                                                                                  |          |
| Direkt Bild zu diesem Denkmal hochladen | Mietshaus in halboffener Bebauung und Ecklage, mit Einfriedung des Vorgartens                            | Robert-Koch-Platz 3 (Karte)    |           |                                                                                                  | 09265753 |
| Weitere Bilder                          | Mietshaus in halboffener Bebauung                                                                        | Zaschendorfer Straße 5 (Karte) |           |                                                                                                  |          |

## Tabellenlegende
- Bild: Bild des Kulturdenkmals, ggf. zusätzlich mit einem Link zu weiteren Fotos des Kulturdenkmals im Medienarchiv Wikimedia Commons. Wenn man auf das Kamerasymbol klickt, können Fotos zu Kulturdenkmalen aus dieser Liste hochgeladen werden:
- Bezeichnung: Denkmalgeschützte Objekte und ggf. Bauwerksname des Kulturdenkmals
- Lage: Straßenname und Hausnummer oder Flurstücknummer des Kulturdenkmals. Die Grundsortierung der Liste erfolgt nach dieser Adresse. Der Link (Karte) führt zu verschiedenen Kartendiensten mit der Position des Kulturdenkmals. Fehlt dieser Link, wurden die Koordinaten noch nicht eingetragen. Sind diese bekannt, können sie über ein Tool mit einer Kartenansicht einfach nachgetragen werden. In dieser Kartenansicht sind Kulturdenkmale ohne Koordinaten mit einem roten bzw. orangen Marker dargestellt und können durch Verschieben auf die richtige Position in der Karte mit Koordinaten versehen werden. Kulturdenkmale ohne Bild sind an einem blauen bzw. roten Marker erkennbar.
- Datierung: Baubeginn, Fertigstellung, Datum der Erstnennung oder grobe zeitliche Einordnung entsprechend des Eintrags in der sächsischen Denkmaldatenbank
- Beschreibung: Kurzcharakteristik des Kulturdenkmals entsprechend des Eintrags in der sächsischen Denkmaldatenbank, ggf. ergänzt durch die dort nur selten veröffentlichten Erfassungstexte oder zusätzliche Informationen
- ID: Vom Landesamt für Denkmalpflege Sachsen vergebene, das Kulturdenkmal eindeutig identifizierende Objekt-Nummer. Der Link führt zum PDF-Denkmaldokument des Landesamtes für Denkmalpflege Sachsen. Bei ehemaligen Kulturdenkmalen können die Objektnummern unbekannt sein und deshalb fehlen bzw. die Links von aus der Datenbank entfernten Objektnummern ins Leere führen. Ein ggf. vorhandenes Icon  führt zu den Angaben des Kulturdenkmals bei Wikidata.